# 3MW-1
3MW-1 – oznaczenie serii radzieckich sond kosmicznych, pochodzące od nazwy Mars-Wenera.
Podseria Wenera 3MW-1 obejmowała:
- Kosmos 21 – wystrzelona 11 listopada 1963, nie opuściła orbity okołoziemskiej
- 3MW-1 2 – wystrzelona 19 lutego 1964 rakietą Mołnia 8K78M, start nieudany
- Kosmos 27 – wystrzelona 27 marca 1964, start nieudany
- Zond 1 – wystrzelona 2 kwietnia 1964, kontakt z sondą urwał się 2 miesiące przed dotarciem do Wenus